# Afroestricus persuasus
Afroestricus persuasus là một loài ruồi trong họ Asilidae. Afroestricus persuasus được Oldroyd miêu tả năm 1960.